# 國重友美
國重 友美（くにしげ ともみ、1978年12月11日 - ）は、日本の書家、芸術家、元タレント。山口県山口市出身。神戸松蔭女子学院大学文学部卒。
アルファベットと漢字を組み合わせた「英漢字（ええかんじ）」の命名者である。元夫は俳優の西村和彦。

## 人物・略歴
教員を目指していたが、願書提出締切日に痴漢に会い断念。その後就職し、英漢字書家になるためにはどうしたらいいのかを模索している最中、天王寺にてイベントの裏方のアルバイトをしていたところに偶然ホリプロ大阪の関係者が来ており、面白そうな子だからとお笑いのオーディションを勧められた。また同じ時期、書の師匠からタレントになった方が芸術をできると薦められ、当時芸能人の絵画や書が注目されていたのを見てオーディションホリプロタレントスカウトキャラバンを受け、最終選考まで残ったことをきっかけに芸能界入り。そのオーディションがお笑いタレントを発掘するものだったためホリプロ大阪に所属し、タレントとして1年間だけお笑い番組『ゲンキ王国』に出演。お笑いは好きだがあくまでも書家となるためのステップだと本人は考えていた。この番組ではWEST SIDEと共演している。
6歳のときより習字をはじめ書道を愛好し、高校の時に書家を目指したという。大学進学も国立大学の教育学部の書道科を選考していたが、受験直前にスランプになり書が書けなくなり、当時の恩師から日本語教育専攻で書道の教員免許も取得できる大学を勧められる。センター利用で受験したため、入学式でお嬢様大学であることに驚いたと雑誌の取材に答えている。大学卒業後お笑い番組でコントなどをしていたため、大学名は伏せるように大学側から注意を受けたという。大学時代の講義中、たまたま書いた筆記体の「truth」が「真実」という漢字に見えたことから、アルファベットを組み合わせた漢字「英漢字」を発案したという。サッカーの四級審判の資格を持っている。

### 年譜
- 2003年：大阪で開催した初の個展を機に書道に専念。作品「英漢字（ええかんじ）」は国内外より評価を得ている。同年商標登録をする。この時期まで、タレント活動をしながら、北新地、兵庫県三田市で「みく」という源氏名でホステスとして働く。
- 2004年：飛び込み営業による百貨店での個展の機会を得て阪急百貨店梅田本店にて個展開催。初個展にして作品は完売し、その売上金を元手にアメリカに渡り、日本と同様に飛び込み営業でギャラリーでの個展開催へとこぎつける。個展でのパフォーマンスは話題となり地元の北米毎日新聞に掲載される。
- 2005年：大阪阪急梅田にて個展開催。
- 2006年：俳優の西村和彦と結婚[1]。きっかけは京都のギャラリーでの個展。神戸大丸にて個展。
- 2007年：新宿伊勢丹にて個展、大阪大丸にて個展。
- 2007年9月10日放送の『めざましテレビ』では、書道がなかなか理解されなかったため、自分が有名になれば理解者も増えると、1年間タレント活動をした。タレント活動後、自分の足で営業活動をしたことで今がある。と説明されている。
- 2008年：男児を出産。博多大丸にて個展。
- 2009年：女児を出産。育児休暇を終えてコマーシャルをきっかけに仕事に復帰。個展開催をきっかけにメディアの出演が増える。現在は事務所に所属しておらずフリーで活動。
- 2010年：山口県出身ということもあって美祢市の観光アドバイザーとして就任。ポスターやパンフレットのデザイン書を手がける。
- 2012年：単身アメリカ合衆国へ拠点を移す[1]。
- 2015年：西村和彦と離婚[1]。
- 2018年：再婚を報告[3]。
- 2019年：出産[4]。
- 2022年：出産を報告[5]。

## 著作
- 『御祝 Congratulation ― 國重友美英漢字作品集』(2005) ISBN 978-4048945516
- 『國重友美×英漢字』(2006) ISBN 978-4048946087

## 活動
個展開催
- 阪急百貨店うめだ店（2004年・2005年）
- アメリカ・サンフランシスコ"canvas"（2004年）
- 伊勢丹新宿店2007年
- 大丸梅田店　2007年　その他・・博多大丸、岩田屋（2006年）など

CM出演
- ダイドーブレンドコーヒー（2009–2010年）

TV出演
- ゲンキ王国
- ザ!世界仰天ニュース（2007年6月27日）
- ダウンタウンDX（2009年11月12日） - 夫の西村和彦と共に出演
- はなまるマーケット「はなまるカフェ」（2010年8月31日）　- 夫の西村和彦と共に出演
- ネプリーグ（2010年10月25日） - 夫の西村和彦と共に出演
- 踊る!さんま御殿!!（2010年11月9日） - 夫の西村和彦と共に出演
- 二人の食卓 〜ありがとうのレシピ〜（2010年12月4日） - 夫の西村和彦と共に出演
- ギブアップ嬢（2010年12月22日）